# Deep Duck Trouble Starring Donald Duck
Deep Duck Trouble, känt i Japan som Donald Duck's Four Treasures (ドナルドダックの4つの秘宝 Donarudo Dakku no Yotsu no Hihō?) är ett plattformsspel utgivet till Sega Master System och Sega Game Gear 1993. Spelet är ett Disneyspel utvecklat av Sega.

## Handling
Genom en förbannelse har Joakim von Anka försatts i ett tillstånd där han svävar runt som en ballong, och Kalle Anka skall rädda honom. Spelet är uppföljaren till Lucky Dime Caper, och påminner om bland annat Castle of Illusion Starring Mickey Mouse.

### Fotnoter
1. ↑  ”Deep Duck Trouble starring Donald DuckDiscuss” (på engelska). Mobygames. 13 mars 1993. http://www.mobygames.com/game/deep-duck-trouble-starring-donald-duck. Läst 5 juni 2014.